# Танское
Танское (укр. Танське) — село в Уманском районе Черкасской области Украины.
Население по переписи 2001 года составляло 980 человек. Почтовый индекс — 20334. Телефонный код — 4744.

## Местный совет
20334, Черкасская обл., Уманский р-н, с. Танское, ул. Свердлова 9